# Julio César Salcedo Aquino
Julio César Salcedo Aquino MJ (ur. 12 kwietnia 1951 w mieście Meksyk) – meksykański duchowny rzymskokatolicki, od 2017 biskup Tlaxcala.

## Życiorys
Święcenia kapłańskie otrzymał 17 lipca 1976 w zgromadzeniu Misjonarzy św. Józefa z Meksyku. Był m.in. mistrzem nowicjatu, koordynatorem duszpasterstwa powołań, rektorem zakonnego seminarium oraz wikariuszem generalnym zgromadzenia. W latach 2009–2015 był generałem zakonu.
15 czerwca 2017 został mianowany biskupem Tlaxcala. Sakry biskupiej udzielił mu 30 sierpnia 2017 abp Franco Coppola.